# Alloza (kommunhuvudort)
Alloza är en kommunhuvudort i Spanien.   Den ligger i provinsen Provincia de Teruel och regionen Aragonien, i den östra delen av landet, 270 km öster om huvudstaden Madrid. Alloza ligger 661 meter över havet och antalet invånare är 679.
Terrängen runt Alloza är varierad. Runt Alloza är det ganska glesbefolkat, med 29 invånare per kvadratkilometer. Närmaste större samhälle är Andorra, 6,9 km öster om Alloza. Omgivningarna runt Alloza är i huvudsak ett öppet busklandskap.